# Cemocarus stuckenbergi
Cemocarus stuckenbergi är en tvåvingeart som beskrevs av Grichanov 1997. Cemocarus stuckenbergi ingår i släktet Cemocarus och familjen styltflugor. Inga underarter finns listade i Catalogue of Life.